# Juraj Krén
Juraj Krén (26. dubna 1925 Nové Mesto nad Váhom – 9. září 1969 Bratislava) byl slovenský výtvarník. Malbě se Krén věnoval nejprve pod vedením Petera Matejky a pak, mezi roky 1945 a 1950, na pražské Akademii výtvarných umění (AVU), kde studoval u Vlastimila Rady a Vladimíra Sychry. Během pražských studií byl osloven tvorbou Františka Tichého. Po pražských studiích se navrátil zpět do svého rodného města, kde pobýval do roku 1960, než se přestěhoval do Bratislavy.
Vlivem svého předčasného úmrtí se Krén věnoval umělecké tvorbě necelých třináct let. V ní se věnuje figurálním motivům, dále krajinám a různým zátiším, ale nevynechává ani akty. Jako poctu malíři Tichému vytvořil Krén v letech 1960 až 1961 několik variací na Tichého obraz nazvaný Červené eso. Krén rovněž vytvořil tapiserii pojmenovanou Javor a lípa, která visela v československém pavilonu na Světové výstavě (EXPO) 1967 v Montréalu. Výtvor 16. května 1967 předal na závěr své prohlídky objektu československý prezident Antonín Novotný zástupcům Kanady, kteří po skončení výstavy uložili dílo do sbírek Kanadské národní galerie v Ottawě.

## Dílo
Příklady Krénova díla:
- Javor a lípa[6]
- Zátiší s konvicí (1959)[3]
- Červené eso II (1961)[3]